# Pedro Apellániz Zárraga
Pedro Apellaniz Zarraga (Galdakao, 8 de febrer de 1924 – Usansolo, Galdakao, 22 d'abril de 2013) fou un atleta basc, especialitzat en el llançament de javelina, el triple salt i els 80 metres tanques.

## Palmarès

### A nivell provincial (Biscaia)
- 14 Campionats de llançament de javelina (entre 1943 i 1962)
- 1 Campionat de triple salt (1944)
- 1 Campionat de 80 metres tanques (1948)

### A nivell estatal
- 14 Campionats de llançament de javelina (entre 1944 i 1958).
- Batí 7 vegades el rècord espanyol amb 56'42 i 56'78 el 1946, 60'16 el 1947 i 61'49, 62'20, 63'05 i 63'62 el 1948; aquesta última marca durà fins a 1960.[2]

### A nivell internacional
Fou internacional en 22 ocasions, participà en els Jocs Olímpics d'Estiu de 1948 disputats a Londres i als Jocs del Mediterrani de 1955 disputats a Barcelona, on obtingué la medalla de bronze. Durant molts anys fou capità de la selecció espanyola.